# Shirehampton (stacja kolejowa)
Shirehampton – stacja kolejowa w Bristolu na linii kolejowej Severn Beach Line, 12 km od stacji Bristol Temple Meads. Obsługuje dzielnicę Shirehampton.

## Ruch pasażerski
Stacja obsługuje 42 264 pasażerów rocznie (dane za okres od kwietnia 2021 do marca 2022). Posiada bezpośrednie połączenia z  Bristol Temple Meads, Severn Beach. Pociągi odjeżdżają ze stacji w odstępach godzinnych w każdą stronę.

## Obsługa pasażerów
Przystanek autobusowy. Stacja posiada parking samochodowy na 10 miejsc i miejsce parkingowe dla czterech rowerów. Odprawa podróżnych odbywa się w pociągu.